# Lenin Preciado
Lenin Preciado Alvarado (* 23. srpna 1993 v Machale, Ekvádor) je ekvádorský zápasník-judista.

## Sportovní kariéra
Pochází z oblasti zvané Orense na jihu Ekvádoru. S judem začal v 11 letech. Jeho prvním trenérem byl v rodné Machale Kubánec Ramón Pascual. Od roku 2011 je součástí programu ekvádorského Ministerstva sportu na podporu talentovaných sportovců (Plan de Alto Rendimiento del Ministerio del Deporte). Připravuje se v Guayaquilu pod vedením Roberta Ibáñeze. V roce 2015 jako první ekvádorský judista vybojoval zlatou medaili na panamerických hrách. V roce 2016 se kvalifikoval na olympijské hry v Riu, ale jeho ambice na dobrý výsledek skončily v úvodním kole na Švýcaru Ludovicu Chammartinovi.

### Vítězství
- 2014 - 2x světový pohár (San Salvador, Port Louis)
- 2015 - 1x světový pohár (Buenos Aires)

## Výsledky
| Olympijské hry          |     |     |     | úč. |  |  |  |  |  |  |  |  |  |  |  |  |  |  |  |  |  |
| Mistrovství světa       | úč. | úč. | úč. |     |  |  |  |  |  |  |  |  |  |  |  |  |  |  |  |  |  |
| Panamerické hry         |     |     | 1.  |     |  |  |  |  |  |  |  |  |  |  |  |  |  |  |  |  |  |
| Panamerické mistrovství | —   | 3.  | 3.  | 7.  |  |  |  |  |  |  |  |  |  |  |  |  |  |  |  |  |  |
| MS juniorů              | úč. |     |     |     |  |  |  |  |  |  |  |  |  |  |  |  |  |  |  |  |  |